# Cmentarz żydowski w Tarczynie
Cmentarz żydowski w Tarczynie – kirkut mieści się na zachód od miasta. Z centrum Tarczyna, dokładnie z Rynku prowadzi do niego ul. Mszczonowska. Na wysokości cmentarza parafialnego, po przejściu 850 m, należy skręcić w prawo, w ul. Długą, wyznaczoną między sadami i nieużytkami rolnymi a zabudowaniami warsztatu samochodowego. Po pokonaniu około 400 m, po prawej stronie widoczna jest rozległa kępa zarośli, ukrywająca kirkut. Cmentarz został zniszczony w czasie II wojny światowej przez Niemców. Obecnie teren kirkutu zajmuje nielegalne wysypisko śmieci. Zachowały się fragmenty rozbitych macew.